# Steven Seigo
Steven Seigo (* 1. August 1990 in Edenwold, Saskatchewan) ist ein kanadischer Eishockeyspieler, der seit Juli 2024 bei den Glasgow Clan aus der britischen Elite Ice Hockey League (EIHL) unter Vertrag steht und dort auf der Position des Verteidigers spielt. Zuvor war Seigo unter anderem für die Straubing Tigers sowie den ERC Ingolstadt in der Deutschen Eishockey Liga (DEL) aktiv und absolvierte darüber hinaus annähernd 200 Partien in der finnischen Liiga.

## Karriere
Seigo begann seine Karriere im Jahr 2006 bei den Bonnyville Pontiacs aus der kanadischen Juniorenliga Alberta Junior Hockey League (AJHL), wo er für insgesamt drei Spielzeiten auflief. Zwischen 2009 und 2013 stand er für die Universitätsmannschaft der Michigan Technological University in der Western Collegiate Hockey Association (WCHA), die in den Spielbetrieb der National Collegiate Athletic Association (NCAA) eingegliedert ist, auf dem Eis. Dort fungierte in den Spielzeiten 2011/12 und 2012/13 als Assistenzkapitän der Mannschaft. Im März 2013 unterschrieb der Defensivspieler einen Probevertrag bei den Abbotsford Heat, für die er neun Partien in der American Hockey League (AHL) bestritt.
Im Sommer 2013 entschied sich Seigo für einen Wechsel nach Europa und schloss sich dem finnischen Klub TPS Turku aus der Liiga an, wo er in den folgenden zwei Jahren in 113 Spielen zum Einsatz kam. Zur Saison 2015/16 wechselte der Kanadier in die Kontinentale Hockey-Liga (KHL) zum lettischen Vertreter Dinamo Riga. Nach der Saison verließ er Riga und entschied sich, erneut ein Angebot aus Finnland anzunehmen, wo er im Mai 2016 bei Rauman Lukko unterschrieb. Zur Saison 2018/19 wechselte der Rechtsschütze zu den Straubing Tigers aus der Deutschen Eishockey Liga (DEL), nachdem er die Spielzeit zuvor beim Mora IK in der Svenska Hockeyligan (SHL) verbracht hatte.
Für die Saison 2019/20 unterschrieb der Verteidiger einen Einjahresvertrag bei Vaasan Sport, womit er abermals in die finnische Liiga zurückkehrte. Nach 20 Spielen und zehn Scorerpunkten für Sport kehrte Seigo im Januar 2020 in die DEL zurück und wurde vom ERC Ingolstadt als Ersatz für Ville Koistinen verpflichtet. Ab Januar 2021 stand Seigo beim HK Poprad in der slowakischen Extraliga unter Vertrag, anschließend kehrte er zur Saison 2021/22 zum Mora IK zurück, der mittlerweile in die zweitklassige Allsvenskan abgestiegen war. Im August 2022 schloss sich der Kanadier den Kassel Huskies aus der DEL2 an, bei denen er zwei Spielzeiten verbrachte. Nach der Saison 2023/24 wurde der Vertrag jedoch nicht verlängert und Seigo wechselte im Juli 2024 zu den Glasgow Clan aus der britischen Elite Ice Hockey League (EIHL).

## Erfolge und Auszeichnungen
- 2008 AJHL North All-Star Team
- 2009 AJHL North All-Star Team

## Karrierestatistik
Stand: Ende der Saison 2023/24
(Legende zur Spielerstatistik: Sp oder GP = absolvierte Spiele; T oder G = erzielte Tore; V oder A = erzielte Assists; Pkt oder Pts = erzielte Scorerpunkte; SM oder PIM = erhaltene Strafminuten; +/− = Plus/Minus-Bilanz; PP = erzielte Überzahltore; SH = erzielte Unterzahltore; GW = erzielte Siegtore; 1 Play-downs/Relegation; Kursiv: Statistik nicht vollständig)